# 今中寛司
今中 寛司（いまなか かんじ、1913年5月4日 - 2007年12月4日）は、日本の思想史学者。学位は、文学博士（京都大学・1968年）（学位論文「徂徠学の基礎的研究」）。同志社大学名誉教授。専門は、近世日本政治思想史、特に荻生徂徠。

## 経歴
奈良県出身。京都帝国大学卒。1968年、「徂徠学の基礎的研究」で京都大学より文学博士の学位を取得。神戸大学教育学部助教授、1959年、同志社大学文学部助教授、教授、1984年、定年退任、名誉教授。1989年、勲三等瑞宝章受章。奈良本辰也と『荻生徂徠全集』全5巻を編纂した。
2007年12月4日、老衰のため死去。

## 著書
- 徂徠学の基礎的研究 吉川弘文館 1966
- 日本文化史研究 三和書房 1967
- 近世日本政治思想の成立 惺窩学と羅山学 創文社 1972
- 徂徠学の史的研究 思文閣出版 1992.10

## 共編著
- 日本史提要 村山修一、上横手雅敬共著 関書院 1958
- 日本文化史入門 石田一良、平重道共編 東北出版 1960
- 日本史々料集 訳註 小川光暘共編 三和書房 1972
- 日本の近代化と維新 ぺりかん社 1982.9